# 祭酒
祭酒（さいしゅ）とは、古代中国の儀式や宴席で、最も身分の高い年長者がまず酒を供えて地の神を祭ったことに由来し、転じて長老や最も尊敬される人物を指すようになった。

## 中国
中国では、夏、殷、周の各王朝における官位や役職とされているのが最も古い記録である。戦国時代には、斉国の稷下の学士の長官が祭酒であり、荀子は3度この役職に就いた。
漢では祭酒は、もともと稷下の学士の祭酒と呼ばれ、後漢の時代に「稷下博士」と改称され、禄は600石であった。また、侍中、散騎常侍、軍師、太学博士のように数名が任じられる場合、そのうちの最も先任の者を祭酒と称した。このうち太学博士祭酒はまた国子監祭酒とも称せられ、他の祭酒がすべて廃止されたのちも清末までその名が残り、文部省にあたる国子監の長官であると同時に、太学の学長を兼ね、他の学校をも監督した。国子祭酒の副を国子司業という。
西晋では、稷下の学士の祭酒は国子祭酒と呼ばれ、郡守祭酒、金曹祭酒、東萩祭酒、西萩祭酒などの役職もあった。北斉の稷下の学士と隋・唐の国子監では、祭酒が学長であった。劉昭の『続漢書·百官志二』の注釈には、「漢の胡廣は、祭酒の正式名称は部門の長を意味すると言った」と引用されている。
軍師祭酒は、漢王朝末期に曹操が創設した役職で参謀本部長のような役割を担っていた。功曹や僕射と同等の役職で、違いは、祭酒は現代の秘書や機要のような、実質的な権限を持たない文官職であったことである。曹操の有名な軍師である郭嘉は、軍師と祭酒を兼任していたことがある。その後、業務量の多さから、太楽祭酒、太常祭酒など、政治関連の業務を補佐する役職が広く設けられるようになった。

## 日本
日本では大学頭の唐名として使われた。